# Te'
té（te'とも表記。テ）は、日本のポストロック、インストゥルメンタルバンドである。インディーズレーベル「残響レコード」所属。

## 概要
- 2004年結成。
- 2010年6月、徳間ジャパンコミュニケーションズより、メジャーデビューを果たした。
- 長いタイトルが特徴的で、アルバムタイトルは29文字、楽曲タイトルは30文字（共に句読点、記号含む）となっている。
- téとはスペイン語・フランス語で、「お茶」という意味。日本茶という意味の“テ・ハポネーゼ”という名前にする予定だったが、長いので略してtéとなった。 作品のジャケットは一貫して横縞模様にタイトルだけで、作品により色違いというシンプルなもの。matsuda加入後の作品は横縞模様を断層や髪の毛で表現している。

## メンバー
- kono（ギター）

河野章宏として、バンドの所属レーベル「残響レコード」の代表としても活動。
9mm Parabellum Bulletのインディーズ時代の音源や、SPARTA LOCALSのアルバム「Leecher」にプロデュースで参加。
Syrup16gのボーカル五十嵐隆のソロ・プロジェクト「犬が吠える by Takashi Igarashi」にもギターとプロデュースで参加。
- matsuda（ベース）

2011年1月加入。加入後はmasaに代わり曲・アルバムタイトルを考えている。WRENCHでも活動中。
- tachibana（ドラム）

映画「デトロイト・メタル・シティ」の楽曲レコーディングにも参加。2015年3月より一時的に活動を休止していたが、2018年5月19日のワンマンライブ『太虚に射上げられた火箭は幾夜を越え、放物線を描き再び地を目指す。日輪の灼熱を掠めたその烈々とした情熱を蓄え、不在の虚無に存在の一撃を響かせんが為に。』より復帰。

### 旧メンバー
- hiro（ギター）

悪性リンパ腫に罹患のため、2009年6月よりバンド活動を離れていたが、8月（実質9月）に活動再開した。
té結成以前にkonoのバンドと対バンした際、konoとhiroのギターケースが同じであったためkonoがhiroのギターを間違えて持って行き、それに気づき返しに来たのがkonoとの出会いだった。
2021年11月30日に脳梗塞で死去。
- masa（ベース）

2010年12月一杯を以って脱退。
脱退するまでは全ての楽曲やアルバムなどのタイトルを考えていた。同レーベルに所属しているバンド・miimiにてバリトン・ギターを担当。
- yoko（ドラム）

te'の初代ドラマー。tachibanaの活動休止後、サポートドラムを担当していた。脱退後はoakやBOOM BOOM SATELLITESのサポートドラマーとして活動。

## 略歴
- 2004年1月にkonoを中心として東京にて結成。メンバーチェンジを経て、現在の編成となる。
- 2004年9月、1stシングル「己が分を知りて及ばざる時は速やかに止むるを『智』と言うべし」リリース。ディスクユニオン・チャート1位獲得。
- 2005年9月7日、1stアルバム「ならば、意味から解放された響きは『音』の世界の深淵を語る。」をリリース。全国タワーレコード・チャート10位。
- 2005年10月、レコ発全国ツアーを開催。来日したKoch Schuetz StuderやCOPTIC LIGHTと共演。
- 2006年3月、国内外のインディーズ・レーベルによる音楽イベント「independence-D」に出演。
- 2006年3月、1stアルバム「If that is what is being thought, liberated sound talks the depth of「musical」world.」がアメリカのレーベル「status que audio」より全米リリース。同時にアメリカツアー「～USリリースツアー～」を行う。
- 2006年6月、ナンバーガール、ART-SCHOOL、Base Ball Bear、downy、MONO、惑星などを手がけた東芝EMIの斉藤匡崇をレコーディングエンジニアに迎えた2ndシングル「言葉を用いて奏でる者は才能に在らず、ただの記憶に『過』ぎぬ。」リリース。
- 2006年11月、65daysofstaticの来日公演に出演。
- 2007年3月、3rdシングル「美しき旋律も、音を語る言を持たずしては、心にも『留』めがたし。」リリース。ルミナスオレンジの竹内里恵がゲスト参加。
- 2007年3月18日、渋谷O-nestにてワンマン・ライブ「音楽の研究者は、音楽をねじ伏せようとしてはいけない。音楽をして、音楽の赴く所に赴かしめるように導けばよい。そうして音楽自身をして音楽を研究させ、音楽の神秘を物語らせればよい。」を開催。
- 2007年3月30日、渋谷DUO music exchangeにてI'm not a gunや65daysofstaticと共演。
- 2007年9月、2ndアルバムリリースワンマン・ツアー「沈黙を学べ。我が友よ。言葉は銀に等しい。が、時を得た沈黙は純金だ。」開催。
- 2007年10月27日、台湾の音楽イベント「2007 Mega Port Festival in 台湾」に参加。
- 2008年2月16日、VOLA & THE ORIENTAL MACHINE、ART-SCHOOL、OCEANLANEをゲストに迎え、初の自主企画イベント「かりに、情熱に基く音楽だけが道徳的であるのならば、同様に、情熱の続く音楽だけが道徳的であると言える。しかし、道徳的な音楽だけが革新的であるとは限らず、曰く、道徳的な破壊。」を開催。
- 2008年8月16日、「RISING SUN ROCK FESTIVAL 2008 in EZO」へEARTH TENTにて出演。
- 2008年10月8日、3枚目のアルバム「まして、心と五感が一致するなら全て最上の『音楽』に変ずる」をリリース。それに共にリリース・ツアー開催。
- 2008年10月25日、渋谷CLUB QUATTROにてワンマン・ライブ「音楽を汚すものは、悦楽でも、惰性でも、官能でも無い。 現実が要求する打算と、経験から生まれる熟慮、それに反省。 現実を汚す音楽を救えるものは、受取手の無垢という表現」を開催。
- 2008年11月よりsleepy.abと共にリリース・ツアーを行う。
- 2008年12月7日、学生企画・運営による「みやこ音楽祭'08」に出演。
- 2008年12月30日「LIVE DI:GA JUDGEMENT 2008 UDAGAWA」に出演
- 2008年12月31日、「COUNTDOWN JAPAN 08/09」に出演。
- 2009年2月11日、MO'SOME TONEBENDER、ASPARAGUSをゲストに迎え、自主企画イベント「té presents 心の中に沢山の問いが、考え尽くされぬままで残るものだ。この中の沢山の問いは、ただ問いのまま乗り越えるものだ。明快に勘定の出来る音楽なんて、貧しいものだ。問いは問いという形のままで、そしてまた、音が問う。」開催。
- 2009年4月、「ARABAKI ROCK FEST.09」に出演。
- 2009年6月、ギターのhiroが悪性リンパ腫により一時バンドから離脱。以降はサポートメンバーを迎えて活動している。
- 2009年6月21日・28日、GOOD 4 NOTHING、MO'SOME TONEBENDERをゲストに迎え、自主企画イベント「té presents 音楽は精神の持つ顔つきであり、それは肉体に備わる顔つき以上に密接に人格と結びついている。」開催。
- 2009年8月、「ROCK IN JAPAN FESTIVAL」「SUMMER SONIC」といった大型ロックフェスに出演。15日には、メンバーのhiroが活動を再開。
- 2010年6月2日、4thアルバム「敢えて、理解を望み縺れ尽く音声や文字の枠外での『約束』を。」を徳間ジャパンコミュニケーションズからリリース。メジャーデビューを果たす。
- 2010年12月一杯を持ちベースのmasaが脱退。
- 2011年1月25日、ベースにmatsudaの加入が発表される。
- 2015年1月5日、ドラムスtachibanaが3月を以って一時脱退することが発表される。以降はyokoがサポートを担当する旨も発表。
- 2016年10月、アニメ「ブブキ・ブランキ」第13話以降のエンディングテーマ「玲瓏たる純潔は『紅炎』の傀儡を疾らせ、暁天に燦めく証を刻む。」(歌 - 万流礼央子（潘めぐみ）)を楽曲提供。
- 2018年5月、ワンマンライブ『太虚に射上げられた火箭は幾夜を越え、放物線を描き再び地を目指す。日輪の灼熱を掠めたその烈々とした情熱を蓄え、不在の虚無に存在の一撃を響かせんが為に。』よりドラムスtachibanaが復帰。

## ディスコグラフィ

### 参加作品
| 発売日         | タイトル                                                     | 規格品番   | 収録曲 | 備考                                        |
| -------------- | ------------------------------------------------------------ | ---------- | --- | ------------------------------------------- |
| 2008年8月20日  | 残響record compilation                                       | ZNR-054    | DISC2-4.他に寄せる信頼の大部分は、己の内に抱く自信から『生』まれる。 | オリコン最高172位                           |
| 2008年8月20日  | デトロイト・メタル・シティ「魔界遊戯 〜for the movie〜」     | DESU-8     | M-3「デスペニス」M-9「魔王」でtachibanaがドラムで参加。 | オリコン最高4位                             |
| 2008年11月6日  | DVD「NO MATTER BOARD 〜happy snowboard〜」                   | TGBS-4233  | 夢とは現実という平凡なものに付ける美しさに似た『嘘』の俗称。 |                                             |
| 2010年8月4日   | 残響record compilation Vol.2                                 | ZNR-096    | DISC1-8.夢とは現実という平凡なものに付ける美しさに似た『嘘』の俗称。 | オリコン最高300位                           |
| 2009年3月25日  | P・T・A! 〜ピストルズ・トリビュート・アンセム〜              | PECA-44006 | 2. ライヤー - Liar | セックス・ピストルズの トリビュートアルバム |
| 2012年6月6日   | dip tribute 〜9faces〜                                       | UKDZ-0126  | 5.IT’S LATE | オリコン最高137位                           |
| 2014年8月20日  | 残響record Compilation vol.4                                 | PCCA-04080 | 14. 引用の『妙』は深い陰影の底に在り、幽かな閃きにより趣を宿す。 |                                             |
| 2016年11月30日 | 玲瓏たる純潔は『紅炎』の傀儡を疾らせ、暁天に燦めく証を刻む。 | ZMCZ-10886 | 1. 玲瓏たる純潔は『紅炎』の傀儡を疾らせ、暁天に燦めく証を刻む。 2. 夢魔を『操』り煉獄の夜を駆る熱狂。その陶酔が時の幽閉を破る。 3. 炎帝 4. 玲瓏たる純潔は『紅炎』の傀儡を疾らせ、暁天に燦めく証を刻む。 (Non chanter) 5. 夢魔を『操』り煉獄の夜を駆る熱狂。その陶酔が時の幽閉を破る。 (Non chanter) | オリコン最高147位                           |

## ミュージックビデオ
| 監督         | 曲名 |
| 柿本ケンサク | 「夢とは現実という平凡なものに付ける美しさに似た『嘘』の俗称。」 |
| 小嶋貴之     | 「夜は光を掩蔽し、幾多の秘密を酌み、さかしまな『夢想』を育む。」 |
| 高橋健人     | 「音の中の『痙攣的』な美は、観念を超え肉体に訪れる野生の戦慄。」 |
| 長島宏晃     | 「夢とは現実という平凡なものに付ける美しさに似た『嘘』の俗称。(Live Ver.)」 |
| 酒井智       | 「如何に強大な精神や力といえども知性なくしては「無」に等しい。」 |
| 不明         | 「言葉を用いて奏でる者は才能に在らず、ただの記憶に『過』ぎぬ」 「楽観の深奥で燻る魔は、万人が宿す普遍的無意識の『罪』の残滓。」 「決断は無限の扉を開くのでは無く無限の誤謬に『終止符』を打つ。」 「思想も共感もいらず、ただ幻聴を誘発する『起因』としての音楽。」 |

## タイアップ
- 「夢とは現実という平凡なものに付ける美しさに似た『嘘』の俗称。」…北海道テレビ「NO MATTER BOARD」オープニングテーマ
- 「玲瓏たる純潔は『紅炎』の傀儡を疾らせ、暁天に燦めく証を刻む。」…アニメ『ブブキ・ブランキ 星の巨人』オープニングテーマ

## 主なライブ

### ワンマンライブ・主催イベント
- 2005年09月〜10月 - 「ならば、意味から解放された響きは『音』の世界の深淵を語る。」リリースツアー
- 2006年03月 - アメリカツアー
- 2007年3月18日 - 『音楽の研究者は、音楽をねじ伏せようとしてはいけない。音楽をして、音楽の赴く所に赴かしめるように導けばよい。そうして音楽自身をして音楽を研究させ、音楽の神秘を物語らせればよい。』渋谷O-nest
- 2007年09月〜10月 - 『沈黙を学べ。我が友よ。言葉は銀に等しい。が、時を得た沈黙は純金だ。』
- 2008年2月16日 - 『かりに、情熱に基く音楽だけが道徳的であるのならば、同様に、情熱の続く音楽だけが道徳的であると言える。しかし、道徳的な音楽だけが革新的であるとは限らず、曰く、道徳的な破壊。』LIQUID ROOM 
w/VOLA&THE ORIENTAL MACHINE / ART-SCHOOL / OCEANLANE
- 2008年10月25日 - 『音楽を汚すものは、悦楽でも、惰性でも、官能でも無い。 現実が要求する打算と、経験から生まれる熟慮、それに反省。 現実を汚す音楽を救えるものは、受取手の無垢という表現』Shibuya CLUB QUATTRO
- 2008年11月22日〜12月01日 - 『まして、心と五感が一致するなら全て最上の『音楽』に変ずる』release tour
w/People In The Box / sleepy.ab / 嘘つきバービー
- 2009年2月11日 - 『心の中に沢山の問いが、考え尽くされぬままで残るものだ。この中の沢山の問いは、ただ問いのまま乗り越えるものだ。明快に勘定の出来る音楽なんて、貧しいものだ。問いは問いという形のままで、そしてまた、音が問う。』恵比寿LIQUIDROOM
w/MO'SOME TONEBENDER / ASPARAGUS
- 2009年06月20日〜06月28日（3公演） - 『音楽は精神の持つ顔つきであり、それは肉体に備わる顔つき以上に密接に人格と結びついている。』
w/MO'SOME TONEBENDER / GOOD4NOTHING
- 2010年07月03日〜09月18日（13公演） - 「敢えて、理解を望み縺れ尽く音声や文字の枠外での『約束』を。 」 release tour
w/LOST IN TIME / mudy on the 昨晩 / テスラは泣かない。 / avengers in sci-fi / group_inou / riddim saunter / People In The Box / 迷走ループ / a flood of circle
- 2011年06月25日 - 『久遠の時間の中では､自動機械に乗り込んだ傍観者でしか過ぎない人間の創造は､所謂｢発見｣と同義であり､我々は文化の媒介者である事を自覚し､現象の特異点として誇りを持つべき｡』
w/UNCHAIN / THE NOVEMBERS
- 2012年03月17日〜24日（3公演） - te'リリースツアー『波間に揺らぐ世界が、観測者の現れによってひとつの像を結ぶように、音楽は発信者の理念と、感受する聴衆の両者が交感してこそ、初めて美が具現化する。』
w/MO'SOME TONEBENDER / ZAZEN BOYS
- 2012年06月30日 - 『理性は秩序を紡ぐが、混沌はこれを誘惑する。涅槃原則の衝動が理性を越境し、集合的無意識を惹起する時、秩序は分断から解放され全一となる。恍惚の源泉は混沌に有り、万物は混沌に帰する。』
- 2012年10月06日〜12月09日（10公演） - 『陋劣の残滓を啜り聖を排出する正義という呪縛。狂躁する資本主義の末期衝動。罪は通奏低音の如く聖に平衡し、赫奕たる旋律を奏でる。』
w/THE NOVEMBERS / 波多野裕文 / LOSTAGE
- 2013年06月01日 - te'presents 『虚無は際限なく至福を飲み込み、個と他、内と外を撹拌する。その内的体験が表層に隆起する時、人々の建設的知覚の階層は破砕され、解き放たれた禁忌は共同体の深層で号哭する。』
w/ATATA / オワリカラ
- 2013年10月19日〜12月07日（公演） - te' presents『躊躇のない思考の律動は無窮の現在を反芻し、変容の尖端で閃きを明滅する。私の中の消えぬ燠火は怠惰を焦がし、鍛錬を絶やさず、暗闇に浮かぶ摂理の輪郭を凝視する。次なる十年を夢想しながら。』" 攣 "
w/perfect piano lesson
- 2014年6月15日 - 『無垢な音楽は一種暴力的な浄化を伴って観取する粒子の層に浸潤し、水面に投じた一石の波紋の如く感情をざわめかせる。そのゆらぎは私と世界の境界を曖昧にし、存在の罅隙から叡智の片鱗を垣間見せる。』代官山UNIT
- 2015年03月01日〜06日 - 『或る選択がもたらす重層的決定は、それぞれの軌跡が交差する一点で、眩い明滅をもって磁場を焦がし、純然たる現象として後来の盟約へと昇華する。』
- 2015年06月07日 - 『既視感の深層より芽吹いた変革への萌芽は、審美的な想念を鼓吹し、ある種陶然とするほどの交わりの中で神韻縹緲たる夢想に戦慄く。』渋谷CLUB QUATTRO
w/sleepy.ab / THE NOVEMBERS
- 2016年05月15日〜08月14日 - ワンマンツアー『過剰な豊潤が退廃であるように、禁欲も過ぎれば陶酔に溺れる。衝動に脚色を与えず、無垢を晒し不謹慎を徹すれば、頓て諧謔を生む。』
- 2016年09月19日 - 『私が奏でる鼓動と循環は、地上的形態の疆界を踰越し、開闢と終焉の永劫回帰と響き合い、彼方の理と内なる開悟を掬びつける。』代官山LOOP
- 2016年11月11日〜19日 - 『深淵の静寂で響く存在の漣は、幾多の志との共振の中で、やがて殷殷たる廻瀾と化す。其れは情熱を内包した疾風となり、溟渤を越え地を駆け上がり震天で星を覆う。』
- 2016年12月02日 - 自主企画『』
- 2017年6月17日〜7月1日 - 『切り離された蜥蜴の尾は、譎詐な自死を纏い、狩る者を幻惑する。その生命の倒錯は、感受性の深くで魂魄を揺さぶり、騒めく内生に漣を立てる』
- 2018年5月19日 - tachibana復活記念ワンマンライブ『太虚に射上げられた火箭は幾夜を越え、放物線を描き再び地を目指す。日輪の灼熱を掠めたその烈々とした情熱を蓄え、不在の虚無に存在の一撃を響かせんが為に。』
- 2018年9月 - te' korea tour
- 2018年12月 - 『理性の前夜。紡がない言葉と加速する音。それは思考の検閲を擦り抜け、解体する意味を超え、現実の核で閃く天啓。可視化する暗黙知は観察者の感受を刺激し、愉楽と畏れを喚起する。』
- 2020年2月 - te' 15th Anniversary 1st LIVE
- 2023年9月 - te' Presents「淋漓たる願いは指の合間からとめどなく零れ落ち、赫々と燃ゆるが如き瞋恚を滾らせて、肺腑にこびりつく拭えない穢れに呻吟す。」
- 2023年11月30日 - te' presents『漆黒の深山幽谷へ分け入り、田園を駆け抜け、茫洋たる海原の彼方へ旅立つその俊傑は、やがて幽明境を異にして、舞台へ降り立つ魂魄となる。』其の二

### 出演イベント
- 2006年11月 - 65デイズオブスタティック来日公演
- 2007年10月 - 2007 MegaPort Festival in 台湾
- 2008年02月 - Formoz Festtival 2008
- 2008年04月25日 - DISK GARAGE presents intersection
- 2008年09月21日 - 第4回 日本浪漫派 団結せよ!～残響4周年を祝っちゃうぞ編～
- 2008年08月16日 - RISING SUN ROCK FESTIVAL 2008 in EZO
- 2008年12月06日 - 第5回みやこ音楽祭
- 2008年12月31日 - COUNTDOWN JAPAN 08/09
- 2009年02月06日 - DIENOJI ROCK FESTIVAL DAY 6
- 2009年04月25日 - ARABAKI ROCK FEST.09
- 2009年05月06日 - 心響(HIBIKI) ROCK FES. 2009
- 2009年05月10日 - BEA presents F-X 2009
- 2009年07月31日 - ROCK IN JAPAN FESTIVAL 2009
- 2009年08月08日 - SUMMER SONIC 2009
- 2009年08月15日 - RISING SUN ROCK FESTIVAL 2009 in EZO
- 2009年12月25日 - MTV Boo Xmas 09
- 2010年05月05日 - 心響(HIBIKI) sound museum vol.1
- 2010年06月19日 - FACTORY 0619
- 2010年07月10日 - Nothing's Carved In Stone Sands Of Time Tour
- 2010年08月08日 - SUMMER SONIC 2010
- 2010年12月18日 - 心響(HIBIKI)winter show case
- 2011年05月05日 - 心響(HIBIKI) ROCK FES. 2011
- 2011年08月07日 - ROCK IN JAPAN FESTIVAL 2011
- 2011年09月19日～24日（3公演） - 残響祭 7th Anniversary
- 2011年11月12日 - mudy on the 昨晩 mudy in squall リリースツアー「ファインディング・アディ」
- 2011年12月31日 - LIVE DI:GA JUDGEMENT 2011
- 2012年02月26日 - DEVILOCK NIGHT THE FINAL
- 2012年08月10日 - RISING SUN ROCK FESTIVAL 2012 in EZO
- 2012年09月01日～16日（3公演） - 残響祭 8th ANNIVERSARY
- 2012年11月24日 - 「残響祭 8th ANNIVERSARY」SPECIAL IN TAIWAN
- 2012年12月02日 - 実施中!!!第一回胞子拡散祭
- 2012年12月30日 - LIVE DI:GA JUDGEMENT 2012
- 2012年12月31日 - COUNTDOWN JAPAN 12/13
- 2013年02月02日 - SLOWDIVERS
- 2013年02月09日 - 残響音泉 2
- 2013年03月20日 - SANUKI ROCK COLOSSEUM
- 2013年03月28日 - ANTENNA presents 残響record × ANTENNA "平日ですけどなにか?"
- 2013年04月27日 - GARNI 15th Anniversary SATISFACTION#7
- 2013年06月27日 - THE WILD ONE
- 2013年06月30日 - OTOSATA Rock Festival 2013
- 2013年09月15日～28日（3公演） - 残響祭 9th ANNIVERSARY
- 2014年05月04日 - OTOSATA Rock Festival 2014
- 2014年06月07日 - 百万石音楽祭～ミリオンロックフェスティバル～ 2014
- 2014年09月13日～10月19日（9公演） - 残響祭 10th Anniversary
- 2014年11月22日 - 宮川企画「マイセルフ,ユアセルフ」
- 2016年04月23日 - ～きょうのうた～9
- 2016年10月01日 - MEGA☆ROCKS 2016
- 2016年10月08日 - MINAMI WHEEL 2016